# 杰克逊县 (印第安纳州)
傑克森縣（英語：Jackson County）是位於美国印地安納州南部的一個郡，面積1,331平方公里。根據美国人口普查局2020年統計，共有人口46,428人。縣治布朗斯敦（Brownstown）。該縣成立於1816年1月1日後來成為第七任總統的安德魯·傑克遜。